# 民族性
民族性またはエスニシティー（英語: ethnicity）とは、民族に関連する以下の概念のいずれか一つ（または複数）を指す語である。
- ある民族（共通文化と同胞意識によって結びついている集団）が持つ性質・傾向のこと。　→本記事で扱う。
- 民族的出自：人・集団が系譜の上で属する一つ以上の民族のこと。（英語ではethnic originとも）
- 民族的同一性（民族的アイデンティティー）：特定の民族への所属または帰属に関する個々人の意識のこと。（英語ではethnic identityとも）
- 民族集団そのもの（英語ではethnic groupとも）

民族性（みんぞくせい）とは、ある民族が持つ性質・心理的特質・気風・思潮・精神・心性のこと。英語ではethnic characteristicsともいう。
学問的には、文化人類学・心理学・精神医学などが研究する領域となっている。
民族性を分析する手法には、観察、面接、心理テスト（パーソナリティテスト）などがある。観察では、人々の個々の行動を観察し、そこから「行動の型」（パターン、pattern）を抽象し、「行動の型」から「文化類型」（コンフィギュレーション、configuration）を抽象し、「文化類型」から「気風、思潮、心性」（エトス、ethos、キャッチフレーズ）を抽象する、といった方法で集団・文化の特徴を捉えようとする。心理テストは、文化・集団の中に最もたくさん見られるパーソナリティの型（モーダル・パーソナリティ、modal personality）を探すこと、慣習に沿った行動の心中にある心理状態を明らかにすること、文化・集団・慣習の中に在る個人差を明らかにすることが目的となる。血液型の分布と心性を結びつけて民族性を理解する試みも行われているが、1979年時点の人類学の世界ではその手法は否定的に捉えられている。

## 民族性についての様々な研究と歴史

### 観察に基づく考察
19世紀、ドイツのヴァイツが『未開民族の人類学』（1858年-1871年）を、同じドイツのバスティアンが『歴史上の人類』（1860年）を書いて、知能や、人間が持つ心理の基本・単位・要素といったものは、地球上のすべての民族に共通して同じもので、環境の相違が心性の相違を生む、と説いた。1859年、ダーウィンの進化論がセンセーションを起こし、民族性について考察する分野にも大きな影響を与え、フランスの哲学者レヴィ・ブリュールは、『未開社会の思惟』（1910年）『未開人の心性』（1921年）を書いて、未開を文明と比較してその思考様式を「前論理的」とし、人間の心性は「原始心性」から進化したと説いた。しかしボアズなどが進化論に影響を受けた理解を否定、「未開」か「文明」かということと論理的な思考を持つか否かは関係がない、と説いた。。

### 実験心理学的な調査
ケンブリッジ大学調査隊（人類学者ハッドン団長）によるトレス海峡（オーストラリア北方）の島々の住民の調査（1898年）が挙げられる。器具を用いた五感・知覚・握力などの調査を実施した結果、知覚・知能に現れる違いは生物学的な理由によるものではなく、環境に起因するものと結論した。。

### 文化の類型
ドイツの哲学者ディルタイは『世界観の諸型』（1911年-1931年）を著し、思想を型に分類して把握する試みを行った。シュペングラーは、『西欧の没落』（1918年-1922年）にてディルタイの手法を用い、西欧社会の把握を試みた。ボアズに付いて学んだルース・ベネディクトは、この文化類型の手法を受けて、インディアン社会の実地調査の後『文化の型』（1934年）を著わした。ニーチェが提唱した穏やかなアポロ型と闘争的なディオニゾース型という型を用いて理解を試みた。。ベネディクトと親交があり強く影響を受けたミードは、1928年に『サモアの思春期』を、1935年に『三つの未開社会における性と気質』を著わし、男女の性格の違いは環境によって、育て方によって、文化によって決まるものだ、と考察した。この本は女性の地位向上運動とリンクしてベストセラーになった。男女の性格・性質の違いは、すべてが環境に起因するものではなく、生まれ持った生物としての違いもある、ということは誰の目にも明らかだが、その割合がどうなっているかは、ミードが環境要因を強調した後、学説としては明確になっていない（1979年時点）。。

### 文化とパーソナリティ論
ベネディクト、ミードの活躍を受けてアメリカでは、育児とパーソナリティの関係について関心が広まった。ゼミナール、シンポジウムの共同開催、フィールドワークの共同実施など、文化人類学・心理学・精神医学の学者による共同研究（学際的研究）が盛んになった。「インディアン教育調査プロジェクト」（1941年-、シカゴ大学・インディアン管理局）が有名。。

### 国民性の研究
太平洋戦争時、アメリカで、敵国・同盟国・自国の国民性の研究が行われた。ルース・ベネディクトは日本についての考察を『菊と刀』（1946年）として著わした。この本は日本でもベストセラーとなり、センセーションを起こしたが、たとえば 杓子定規的に見える性格とトイレットトレーニングを直接結び付けて把握する など、図式的過ぎるフロイドの精神分析の影響を受けた部分に再考察が必要、と今日（1979年時点）では考えられている。

### 風土と民族性
和辻哲郎はハイデッガーの『有と時間』および外国滞在の経験から『風土』（1931年）を著わし、日本文化の特質を決めている要因としてモンスーン気候の中にあるこの風土の重要性（影響の大きさ）を説いた。祖父江孝男は『文化人類学入門』（1979年）の中で、民族性を形作る要因として重要なものは「風土」と「歴史」である、と考察している。

## 文化依存症候群
民族のその時点での心性を把握する民族性という理解と関連して、文化・民族には、その文化の心性由来の精神疾患があるという把握の仕方がある。それは文化依存症候群と呼ばれている。日本のものとしては視線恐怖、赤面恐怖などが挙げられている（赤面恐怖は、昭和30年代に見られなくなった）。この分野には精神医学の世界からのアプローチ・研究がある。日本については、土居健郎の『「甘え」の構造』（1971年）が有名。。

## 民族性ジョーク
民族性をネタとした笑い話（ジョーク）は古くから存在する。たとえば、
インド人とアラブ人とロマが共に旅をしていた。ある農家にその夜の寝床を求めたところ、寝床が十分でないので一人は納屋で寝るよう言われた。まずインド人が納屋で寝ようといったが、すぐに戻ってきて言った。「納屋には牛がいる。牛は我々にとって神聖な生き物だ。一緒に寝るなどできない」。次にアラブ人が納屋で寝ようと言ったが、やはりすぐに戻ってきて言った。「納屋には豚がいる。豚は我々にとって穢れた生き物だ。一緒に寝るなどできない」。そこでロマが納屋で寝ようと言った。暫くすると牛と豚が納屋から出てきて言った。「我々はあんな汚いジプシーと一緒に寝るなどできない」。
当然だが、これらの民族が実際にそのような行動をするとは限らない。